# Can't Stop Dancin'
Can't Stop Dancin' è un singolo della cantante statunitense Becky G, pubblicato il 4 novembre 2014 dalla Kemosabe e dalla RCA Records. Il video musicale del brano è stato pubblicato su Vevo e YouTube il 3 dicembre 2014. È stata pubblicata una versione remix in collaborazione con il cantante colombiano J Balvin il 3 marzo 2015.

## Successo commerciale
Il brano ha debuttato alla novantottesima posizione della Billboard Hot 100 ed ha raggiunto l'ottantottesima.

## Tracce
1. Can't Stop Dancin' – 3:18
2. Can't Stop Dancin' (J Balvin remix) – 3:17

## Classifiche
| Classifica (2014) | Posizione massima |
| ----------------- | ----------------- |
| Finlandia         | 86                |
| Paesi Bassi       | 1                 |
| Repubblica Ceca   | 45                |
| Slovacchia        | 36                |
| Svezia            | 95                |
| Stati Uniti       | 88                |